# Ion M. Gheorghiu
Ion M. Gheorghiu (n. 26 iulie 1899, Galați – d. 31 ianuarie 1966) a fost un inginer agronom român, considerat fondatorul științei și aplicațiilor de îmbunătățiri funciare în România. A contribuit semnificativ la dezvoltarea agriculturii române prin activitatea sa în domeniul hidroameliorațiilor, educației universitare și organizării instituționale a sectorului de îmbunătățiri funciare.

## Biografie

### Copilărie și educație
Ion M. Gheorghiu s-a născut la 26 iulie 1899 în orașul Galați. A urmat școala primară și liceul în orașul natal. În 1926 a absolvit Școala Superioară de Agricultură de la Herăstrău. În 1932, cu aprobarea profesorului Gheorghe Ionescu-Șișești, directorul ICAR de atunci, a obținut o specializare în "Geniu rural" în Italia, fiind primul agronom român cu o astfel de pregătire.

### Carieră profesională
Cariera profesională a lui Ion M. Gheorghiu s-a desfășurat pe două direcții principale: activitatea didactică și cea de specialist în domeniul îmbunătățirilor funciare.
În plan didactic, a avut o carieră de 40 de ani (1926-1966) la Școala Superioară de Agricultură Herăstrău, unde a parcurs toate treptele ierarhiei academice:
- Asistent (1 octombrie 1926 - 1 octombrie 1941)
- Șef de lucrări (1 octombrie 1941 - 1 februarie 1949)
- Conferențiar (februarie 1949 - ianuarie 1950)
- Profesor (septembrie 1951 - 1966)

În paralel cu activitatea didactică, Ion M. Gheorghiu a ocupat funcții importante în administrația de stat:
- Șef al Serviciului de Îmbunătățiri Funciare din Ministerul Agriculturii și Domeniilor (perioada antebelică)
- Șef al Direcției de Îmbunătățiri Funciare din Ministerul Agriculturii (1941-1948)
- Primul director al Institutul de Proiectări pentru Ameliorații (IPPA) (1950)
- Șef al Secției de Îmbunătățiri Funciare din cadrul ICAR (1948)

### Familie
Din documentele disponibile nu se cunosc detalii despre familia lui Ion M. Gheorghiu.

## Activitate științifică
Principalele direcții ale activității științifice a lui Ion M. Gheorghiu au fost:
Organizarea domeniului îmbunătățirilor funciare în România
A contribuit decisiv la organizarea sectorului de îmbunătățiri funciare în România, stabilind divizii regionale și instituții specializate. A inițiat înființarea a șapte divizii regionale de îmbunătățiri funciare cu sediile în București, Timișoara, Pitești, Galați, Craiova, Cluj și Brașov, având rolul de a proiecta și executa lucrări de interes regional.
Conceptualizarea lucrărilor de îmbunătățiri funciare
A elaborat principii și obiective pentru lucrările de îmbunătățiri funciare necesare țării, printre care:
- Rolul statului în finanțarea lucrărilor de mare amploare
- Amplasarea amenajărilor de irigații în zonele secetoase cu terenuri fertile
- Utilizarea apei din Dunăre și din râurile interioare principale pentru irigații
- Implementarea tehnicilor avansate pentru asigurarea durabilității și eficienței lucrărilor
- Dezvoltarea cercetărilor privind regimul de irigații, tehnica irigațiilor și agrotehnica culturilor irigate

Zonarea lucrărilor de hidroameliorații
A condus colectivul de specialiști care au încadrat lucrările de hidroameliorații pe teritoriul României în șapte mari unități geomorfologice:
- Câmpia nordică a Tisei
- Câmpia Banatului
- Câmpia Română
- Regiunea inundabilă a Dunării (lunca și delta)
- Podișul Dobrogei
- Podișul Moldovei
- Podișul Transilvaniei, Podișul Someșean, Depresiunea Maramureșului

Cercetări privind calitatea apei de irigații și umiditatea solului
A realizat studii importante privind calitatea apei de irigații și a elaborat trei metode noi pentru determinarea umidității solului în câmp, bazate pe aparate simple și ușor de utilizat.
Mecanizarea lucrărilor de îmbunătățiri funciare
A fost un susținător fervent al introducerii și extinderii mecanizării în lucrările de îmbunătățiri funciare, elaborând lucrări de referință în domeniu.

## Lucrări
Ion M. Gheorghiu a publicat numeroase lucrări științifice, dintre care cele mai importante sunt:
- Instrucțiuni pentru întocmirea proiectelor de îmbunătățiri funciare, Curs litografiat, București, 1947
- Curs de unelte și mașini pentru lucrări de îmbunătățiri funciare, București, 1948
- Cultura orezului în România, Tip «Universul», București, 1945
- Topografie, Curs litografiat, București, 1953
- Curs de ameliorații agricole, Curs litografiat, București, 1956
- Mașini pentru lucrări de îmbunătățiri funciare (în colaborare cu A. Blidaru), Editura Agrosilvică, 1960
- Hidroameliorațiile în RPR - Monografie (în colaborare cu V. Blidaru, I. Georgescu, D. Vlădescu), Editura Agrosilvică, 1962
- Îmbunătățiri funciare, Editura Didactică și Pedagogică, București, 1964
- Contribuții la studiul calității apelor de irigație din țara noastră, Lucrări științifice IANB, seria A, Agronomie, 1965
- Determinarea rapidă a umidității solului în câmp, 1965
- Studiul comparativ al metodelor de determinare a apei din sol și stabilirea condițiilor a aplicării lor pe teren, 1966
- Cercetări privind calitatea apelor de irigații din zona Făgăraș, Lucrări științifice seria A XI, Agronomie, București, 1968 (publicată postum)

## Premii și recunoaștere
Ion M. Gheorghiu este recunoscut ca fondatorul științei și aplicațiilor de îmbunătățiri funciare în România. Contribuțiile sale în domeniul organizării, conceptualizării și implementării lucrărilor de îmbunătățiri funciare i-au adus recunoașterea ca figură centrală a științei și proiectării în acest domeniu.

## Recunoaștere internațională
Din documentele disponibile nu se cunosc detalii specifice despre recunoașterea internațională a activității lui Ion M. Gheorghiu.

## Contribuții suplimentare
Profesorul Ion M. Gheorghiu a avut o contribuție esențială în:
- Elaborarea primei Programe de îmbunătățiri funciare pentru învățământul universitar din România
- Organizarea științifică a producției agricole pe terenurile ameliorate
- Implementarea metodelor de prevenire a sărăturilor secundare și de ameliorare a solurilor sărăturate
- Introducerea tehnicilor moderne de irigare, inclusiv irigarea prin aspersiune în viticultură și pomicultură

Până la sfârșitul anului 1960, sub coordonarea profesorului Ion M. Gheorghiu, în România fuseseră amenajate pentru îndiguire și desecări aproximativ 1.000.000 ha și pentru irigații aproximativ 200.000 ha, comparativ cu doar 43.000 ha desecate și 20.000 ha irigate înainte de 1944.